# کیت فرنچ
 کیت فرنچ (انگلیسی: Kate French؛ زادهٔ ۲۳ سپتامبر ۱۹۸۴) یک هنرپیشه اهل ایالات متحده آمریکا است. وی از سال ۲۰۰۶ میلادی تاکنون مشغول فعالیت بوده‌است.